# Michał Sokolnicki
Michał Sokolnicki (Wierzeja, 1760 - Varsovia, 1816) fue un noble polaco, general, ingeniero militar, político y escritor.
Sokolnicki estudió en el Cuerpo de Cadetes de Varsovia y luchó en la Guerra Ruso-Polaca de 1792, así como en la Insurrección de Kościuszko de 1794. En 1797 presentó al Directorio Francés un documento titulado "Aperçu sur la Russie". Este se conoció como el llamado "Testamento de Pedro el Grande", que Napoleón Bonaparte utilizó con fines de propaganda antirrusa en 1812, y desde entonces ha sido ampliamente publicitado, aunque los estudiosos han establecido desde entonces que el documento es una falsificación.
A partir de 1797, Sokolnicki fue miembro de la Legión del Danubio y más tarde de las Legiones Polacas en Francia bajo Napoleón. Después de 1808 fue general del ejército del Ducado de Varsovia y participó en la Guerra Polaco-Austriaca, donde contribuyó a la derrota de los austriacos en dos grandes batallas. Sokolnicki participó entonces en la invasión de Napoleón a Rusia. Tras la derrota de Napoleón y la ocupación del Ducado por Rusia, se retiró de la vida pública y murió en un accidente en 1816.
Sokolnicki recibió la Cruz de Oficial de la Legión de Honor (12 de agosto) y la Cruz de Comandante de las Virtuti Militari (22 de agosto de 1809).